# Georges Ștefănescu
Georges Ștefănescu (n. 1884, București – d. 1950, New York) a fost un cunoscut naist român din prima jumătate a secolului al XX-lea.

## Biografie
S-a născut în 1884, în București, într-o familie de lăutari. Începe să învețe naiul de la tatăl său.
În perioada 1920-1930 cântă în mici formații pe la diferite restaurante din mahalalele bucureștene. Cu timpul se fixează în orchestra lui Grigoraș Dinicu, unde are ocazia să cânte alături de țambalistul Vasile Budișteanu.
În anul 1937 participă împreună cu naistul Fănică Luca și orchestra lui Grigoraș Dinicu la Expoziția Internațională de la Paris. O fotografie, reprodusă de un ziar bucureștean, îl înfățișează pe peronul Gării de Nord, plin de lume și de lăutari, cu puține clipe înaintea plecării trenului.
În primăvara anului 1939 participă din nou cu orchestra lui Grigoraș Dinicu la Expoziția internațională de la New York. Orchestra lui Dinicu era însoțită de Maria Tănase și de o altă formație condusă tot de Fănică Luca. Vreme de patru luni cântă împreună la restaurantul lui Jean Filipescu din New York, unde primește ovațiile entuziaste ale Marlenei Dietrich.
La 1 septembrie, odată cu începerea războiului, pavilionul și restaurantul român sunt închise, iar întregul personal părăsește America. După o escală de 10 zile la Paris, Dinicu și orchestra ajung în țară, în schimb Gică Ștefănescu rămâne în America intrând în același an în formația violonistului Nicolas Matthey, unde are ocazia să cânte alături de un alt mare țambalist, Iancu Cârlig.
Din 1940 se pierde prin diverse formații din New York cântând alături de țambalistul Niță Codolban, pianistul Nicky Codolban și violonistul Gheorghe Bageac.

## Decesul
Moare în anul 1950 la New York, în SUA, la vârsta de 64 de ani.

## Discografie
Înregistrările naistului au fost efectuate la casa de discuri Decca din New York în anul 1940.
| An   | Număr de catalog | Format                 | Piese                                             | Acompaniament              |
| 1940 | 18060            | shellac, 30 cm, 78 RPM | Ciocârlia (Sing Bird) Doina cavalu                | orchestra Nicholas Matthey |
| 1940 | 19061            | shellac, 30 cm, 78 RPM | Hora boierească La Bacău                          | orchestra Nicholas Matthey |
| 1940 | 19062            | shellac, 30 cm, 78 RPM | Gypsy tears 1. Tudorițo nene; 2. Hora pompierului | orchestra Nicholas Matthey |
| 1940 | 19063            | shellac, 30 cm, 78 RPM | Gypsy dream 1. Spune mândru; 2. Radu mamei        | orchestra Nicholas Matthey |